# 让阿维拉 满弟
让阿维拉 满弟（Rawla Mandi,रावला मम्डी ），是印度拉贾斯坦邦Rawla Mandi县的一个城镇。总人口13000（2001年）。